# Tom Kretzschmar
Tom Kretzschmar (* 19. Januar 1999 in München) ist ein deutscher Fußballtorwart. Er steht beim FC 08 Homburg unter Vertrag.

## Karriere
Kretzschmar begann mit dem Fußballspielen bei der SpVgg Höhenkirchen, wechselte aber bereits mit sieben Jahren in das Nachwuchsleistungszentrum des TSV 1860, wo er alle Jugendmannschaften durchlief. Ab der Saison 2016/17 stand er im Kader der in der Regionalliga Bayern spielenden zweiten Mannschaft der Löwen, für die er, nun in der Bayernliga Süd, am 16. Juli 2017 gegen die DJK Vilzing sein erstes Spiel im Erwachsenenfußball bestritt.
Ab der Saison 2019/20 stand er zusätzlich als dritter Torwart im Kader der ersten Mannschaft und wurde in der folgenden Spielzeit, nach dem Weggang von Hendrik Bonmann, zum Ersatztorhüter hinter Marco Hiller. Am letzten Spieltag dieser Saison, dem 22. Mai 2021, kam er im Spiel gegen den FC Ingolstadt zu seinem Profidebüt, als er in der elften Spielminute von Trainer Michael Köllner für Marius Willsch eingewechselt wurde, nachdem Hiller wegen einer Notbremse des Feldes verwiesen worden war.
In den folgenden beiden Saisons kam er zu insgesamt sieben Einsätzen.
Im Sommer 2023 wechselte er zum FC 08 Homburg.

## Erfolge
TSV 1860 München
- Gewinn des Bayerischen Toto-Pokals: 2019/20